# Roleystone
Roleystone är en del av en befolkad plats i Australien. Den ligger i kommunen Armadale och delstaten Western Australia, omkring 27 kilometer sydost om delstatshuvudstaden Perth. Antalet invånare är 881.
Runt Roleystone är det ganska tätbefolkat, med 100 invånare per kvadratkilometer.. Närmaste större samhälle är Armadale, nära Roleystone. 
I omgivningarna runt Roleystone växer huvudsakligen savannskog. Genomsnittlig årsnederbörd är 951 millimeter. Den regnigaste månaden är september, med i genomsnitt 168 mm nederbörd, och den torraste är februari, med 12 mm nederbörd.